# Tom LaGarde
Thomas Joseph LaGarde, detto Tom (Detroit, 10 febbraio 1955), è un ex cestista statunitense, professionista nella NBA e in Italia.

## Carriera
È stato selezionato dai Denver Nuggets al primo giro del Draft NBA 1977 (9ª scelta assoluta).
Con gli Stati Uniti ha disputato i Giochi olimpici di Montréal 1976.

## Palmarès
- Campionato NBA: 1

Seattle Supersonics: 1979